# ГЕС Парбаті III
ГЕС Парбаті III — гідроелектростанція на півночі Індії у штаті Гімачал-Прадеш. Знаходячись після ГЕС Парбаті II та ГЕС Sainj, становить нижній ступінь гідровузла, створеного для використання ресурсу річок Парбаті та Sainj, лівих приток річки Біас (впадає праворуч до Сатледжу, найбільшого лівого допливу Інду).
У межах проєкту Sainj перекрили кам'яно-накидною греблею висотою 43 метри та довжиною 229 метрів, на час спорудження якої воду відвели за допомогою тунелю довжиною 0,45 км з діаметром 7,5 метра. Гребля утворила водосховище з первісним об'ємом 1,28 млн м3 (корисний об'єм 0,9 млн м3) та припустимим коливанням рівня поверхні між позначками 1314 та 1330 метрів НРМ. Після завершення процесів замулення об'єм повинен скоротитись до 0,9 млн м3 (корисний об'єм — до 0,8 млн м3).
Зі сховища ресурс спрямовується до прокладеного у лівобережному гірському масиві дериваційного тунелю довжиною 8 км з діаметром 7,3 метра, який переходить у два напірні водоводи довжиною 0,35 та 0,38 км з діаметром 4,5 метра. В системі також працює вирівнювальний резервуар висотою 114 метрів з діаметром 20 метрів.
Споруджений у підземному виконанні машинний зал має розміри 123х23 метра при висоті 42 метри. Крім того, існує окреме підземне приміщення для трансформаторного обладнання розмірами 98х18 метрів при висоті 25 метрів. Доступ персоналу у комплекс забезпечується по тунелю довжиною 1,1 км з перетином 8х7 метрів.
Основне обладнання станції складають чотири турбіни типу Пелтон потужністю по 130 МВт, які використовують напір у 326 метрів. До спорудження станції Парбаті II, через яку відбуватиметься деривація ресурсу із Парбаті, проеткна виробітка складає 701 млн кВт·год електроенергії на рік, а після завершення гідровузла зросте до 1963 млн кВт·год.
Відпрацьована вода потрапляє до чотирьох нижніх балансувальних камер розмірами 15х13х44 метра, з яких відводиться до річки через тунель довжиною 2,7 км з діаметром 8,1 метра.
Видача продукції відбувається по ЛЕП, розрахованій на роботу під напругою 400 кВ.